# Obiphora
Obiphora is een geslacht van halfvleugeligen uit de familie Aphrophoridae. De wetenschappelijke naam van dit geslacht is voor het eerst geldig gepubliceerd in 1942 door Matsumura.

## Soorten
Het geslacht Obiphora omvat de volgende soorten:
- Obiphora intermedia (Uhler, 1896)
- Obiphora mushana Matsumura, 1942
- Obiphora putealis (Matsumura, 1903)
- Obiphora rectella Matsumura, 1942
- Obiphora sinjonis Matsumura, 1942
- Obiphora sungariana Matsumura, 1942